# Tito Sextio Laterano
Tito Sextio Laterano  fue un político romano del siglo II, cónsul en el año 154.

## Familia
Laterano fue miembro de la gens Sextia, de una familia aristocrática con varias generaciones de cónsules. Su padre fue Tito Sextio Cornelio Africano, consul ordinarius en el año 112 (con el propio emperador Trajano compartiendo la dignidad consular) y su abuelo Tito Sextio Magio Laterano, cónsul en 94. Su hijo fue Tito Sextio Magio Laterano y alcanzó también el puesto de cónsul en el año 197. Es probable que también fuese padre de Sextia Torcuata.

## Carrera política
De su carrera sabemos que fue cónsul en el año 154, siendo emperador Antonino Pío. Compartió la dignidad consular con Lucio Vero, hijo del emperador y que sería uno de sus sucesores. Después en los años 168-169 administró como procónsul la provincia de África.